# Землетрус Хакухо 684 року
Землетрус Хакухо 684 року відбувся в Японії. Землетрус був описаний в книзі історії "Ніхон Сьокі" (8 століття). Землетрус відбувся 29 листопада 684 року, в 13 році правління імператора Тенму (період Тенму). Це спричинило затоплення приблизно 10 км2 рисових полів.
Ряд сильних міжпластинкових землетрусів стався вздовж прогину Суруга та прогину Нанкай, біля південно-західних узбереж Японії. Ці землетруси пов’язані з «зануренням» Філіппінської морської плити. Ці періодичні землетруси відбуваються з інтервалом в один-два століття. Ці землетруси відбуваються попарно, на прикладі землетрусів Токай, що відбуваються у східній Японії, та прикладі землетрусів Нанкаї, що відбуваються у західній Японії. Землетрус Хакухо - це найстаріший зафіксований землетрус у Нанкаї.
Землетрус пов'язаний із сильним рухом землі та пошкодив широку територію. Це вплинуло на столицю Асуку та спричинило цунамі. На рівнині префектури Кочі відбулося просідання. Постачання води було порушено в гарячих джерелах острова Сікоку та джерелах півострова Кій на острові Хонсю.
Як повідомляється, під час цього землетрусу море "поглинуло" 500,000 широ оброблених земель у провінції Тоса. Японська одиниця Широ еквівалентна 15,13 акрів. Губернатор цієї провінції повідомив про затоплення багатьох кораблів під час "високого припливу", що супроводжував землетрус. Він описував цунамі, використовуючи вживаний тоді термін "осіо".
Щодо повені, Ніхон Шокі повідомляє, що місцеві жителі ніколи не зазнавали такої катастрофи.
Відповідний землетрус у Токай, можливо, стався в 684 р., Але чітко не зафіксовано у першоджерелах. Наступний відомий землетрус у Нанкаї стався у 887 р.